# Festival di Berlino 2004
La 54ª edizione del Festival internazionale del cinema di Berlino si è svolta a Berlino dal 5 al 15 febbraio 2004, con il Theater am Potsdamer Platz come sede principale. Direttore del festival è stato per il terzo anno Dieter Kosslick.
L'Orso d'oro è stato assegnato a La sposa turca del regista tedesco Fatih Akın.
L'Orso d'oro alla carriera è stato assegnato al cineasta e politico Fernando Ezequiel Solanas, alla quale è stata dedicata la sezione "Homage", mentre la Berlinale Kamera è stata assegnata al giurista ed ex velista Rolf Bähr, all'attrice e fotografa Erika Rabau, al pianista Willy Sommerfeld e alla produttrice Regina Ziegler.
In questa edizione è stata inaugurata la sezione "Berlinale Special", dedicata alle ultime opere di grandi registi, riedizioni di importanti pellicole e produzioni legate a temi particolari, mentre la sotto-sezione "14plus" ha affiancato il "Kinderfilmfest" con produzioni dedicate agli adolescenti. È stato inoltre assegnato per la prima volta da una giuria indipendente il premio Dialogue En Perspective, riservato a uno dei film della sezione "Perspektive Deutsches Kino" inaugurata nel 2002.
Il festival è stato aperto dal film fuori concorso Ritorno a Cold Mountain di Anthony Minghella.
La retrospettiva di questa edizione, intitolata "New Hollywood 1967-1976. Trouble in Wonderland", è stata dedicata al rinnovamento apportato dalla "Nuova Hollywood" nel cinema statunitense a partire dalla fine degli anni sessanta.

## Giurie

### Giuria internazionale
- Frances McDormand, attrice (Stati Uniti) - Presidente di giuria[8]
- Peter Rommel, produttore (Germania)
- Valeria Bruni Tedeschi, attrice (Italia)
- Samira Makhmalbaf, regista e sceneggiatrice (Iran)
- Gabriele Salvatores, regista e sceneggiatore (Italia)
- Dan Talbot, distributore (Stati Uniti)
- Maji-da Abdi, regista e produttrice (Etiopia)

### Giuria "Cortometraggi"
- Vinca Wiedemann, produttrice (Danimarca) [8]
- Christine Dollhofer, direttrice del festival Crossing Europe di Linz (Austria)
- Sophie Maintigneux, direttrice della fotografia (Francia)

### Giurie del Kinderfilmfest/14Plus

#### Kinderjury/Jugendjury
Gli Orsi di cristallo sono stati assegnati da due giurie nazionali, la Kinderjury per la sezione "Kinderfilmfest" e la Jugendjury per la sezione "14plus", composte rispettivamente da undici membri di 11-14 anni e sette membri di 14-18 anni selezionati dalla direzione del festival attraverso questionari inviati l'anno precedente.

#### Giuria internazionale
Il Grand Prix e lo Special Prize sono stati assegnati da una giuria internazionale composta da Nicole Salomon (Francia), co-fondatrice del Festival internazionale del film d'animazione di Annecy, Fabia Bettini (Italia), direttrice del festival Alice nella città di Roma e dai registi Pia Bovin (Svezia), Hermine Huntgeburth (Germania) e Klaus Härö (Finlandia).

## Selezione ufficiale

### In concorso
- 25 degrés en hiver, regia di Stéphane Vuillet (Belgio, Francia, Russia, Spagna)
- El abrazo partido - L'abbraccio perduto (El abrazo partido), regia di Daniel Burman (Argentina, Francia, Italia, Spagna)
- Alle prime luci dell'alba (Om jag vänder mig om), regia di Björn Runge (Svezia)
- Un bacio appassionato (Ae Fond Kiss...), regia di Ken Loach (Regno Unito, Italia, Germania, Spagna, Belgio)
- Before Sunset - Prima del tramonto (Before Sunset), regia di Richard Linklater (USA)
- Un bellissimo paese (The Beautiful Country), regia di Hans Petter Moland (Norvegia, USA)
- Confidenze troppo intime (Confidences trop intimes), regia di Patrice Leconte (Francia)
- The Final Cut, regia di Omar Naim (USA, Canada, Germania)
- Forbrydelser, regia di Annette K. Olesen (Danimarca)
- In My Country (Country of My Skull), regia di John Boorman (Regno Unito, Irlanda, Sudafrica)
- Luci nella notte (Feux rouges), regia di Cédric Kahn (Francia)
- Maria Full of Grace, regia di Joshua Marston (Colombia, USA, Ecuador)
- The Missing, regia di Ron Howard (USA)
- Monster, regia di Patty Jenkins (Germania, USA)
- Die Nacht singt ihre Lieder, regia di Romuald Karmakar (Germania)
- Primo amore, regia di Matteo Garrone (Italia)
- La samaritana (Samaria), regia di Kim Ki-duk (Corea del Sud)
- La sorgente del fiume (Trilogia: To livadi pou dakryzei), regia di Theo Angelopoulos (Grecia, Francia, Italia, Germania)
- La sposa turca (Gegen die Wand), regia di Fatih Akın (Germania, Turchia)
- Svjedoci, regia di Vinko Brešan (Croazia)
- Triple Agent - Agente speciale (Triple agent), regia di Éric Rohmer (Francia, Italia, Spagna, Grecia, Russia)
- Venti trenta quaranta - L'età delle donne (20 30 40), regia di Sylvia Chang (Hong Kong, Taiwan, Giappone)
- La vita che ti aspetti (La vida que te espera), regia di Manuel Gutiérrez Aragón (Spagna)

### Fuori concorso
- Lightning in a Bottle, regia di Antoine Fuqua (USA)
- Ritorno a Cold Mountain (Cold Mountain), regia di Anthony Minghella (Regno Unito, Italia, Romania, USA)
- Tutto può succedere - Something's Gotta Give (Something's Gotta Give), regia di Nancy Meyers (USA)

### Cortometraggi
- Bubachki, regia di Igor Ivanov Izi (Repubblica di Macedonia)
- Un cartus de kent si un pachet de cafea, regia di Cristi Puiu (Romania)
- Con qué la lavaré?, regia di María Trénor (Spagna)
- Dajo, regia di Hanro Smitsman (Paesi Bassi)
- Goodbye, Cruel World, regia di Vito Rocco (Regno Unito)
- Kvinnans plats, regia di Ewa Cederstam (Svezia)
- Little Man, regia di Martin Brierley (Sudafrica, Regno Unito)
- Ola's Box of Clovers, regia di Genevieve Anderson (USA)
- Público/Privado, regia di Christoph Behl (Argentina)
- De regels van het vliegen, regia di Eugenie Jansen (Paesi Bassi)
- Russelltribunalen, regia di Staffan Lamm (Svezia)
- Sapiens, regia di Aleksandr Rogozhkin (Russia)
- The Scree, regia di Paul McDermott (Australia)
- The Soul Hunter, regia di Christine Rebet (Germania)
- True, regia di Tom Tykwer (Francia, Germania)
- Vet!, regia di Brigit Hillenius e Karin Junger (Paesi Bassi)
- Le vilain petit poussin, regia di Rachid Bouchareb (Francia)

### Berlinale Special
- La barca è piena (Das Boot ist voll), regia di Markus Imhoof (Svizzera, Germania Ovest, Francia)
- Cantando dietro i paraventi, regia di Ermanno Olmi (Italia, Regno Unito, Francia)
- Il diario del saccheggio (Memoria del saqueo), regia di Fernando E. Solanas (Svizzera, Francia, Argentina)
- La favolosa storia di Pelle d'Asino (Peau d'âne), regia di Jacques Demy (Francia)
- Le lion volatil, regia di Agnès Varda (Francia)
- Papà Rua Alguem 5555 (My Father, Rua Alguem 5555), regia di Egidio Eronico (Italia, Brasile, Ungheria)
- Process, regia di C.S. Leigh (Francia, Regno Unito)
- Rhythm Is It!, regia di Thomas Grube e Enrique Sánchez Lansch (Germania)
- Le sacre du printemps, regia di Oliver Herrmann (Germania)
- The Tulse Luper Suitcases, Part 2: Vaux to the Sea, regia di Peter Greenaway (Regno Unito, Paesi Bassi, Spagna, Lussemburgo, Italia, Ungheria)

### Panorama
- 2 ryk og en aflevering, regia di Aage Rais-Nordentoft (Danimarca)
- Akame shijuya taki shinju misui, regia di Genjiro Arato (Giappone)
- Alien Invasion, regia di Hank Perlman (Regno Unito)
- All Over Brazil, regia di David Andrew Ward (Regno Unito)
- Anonymous, regia di Todd Verow (USA)
- Aus Liebe zum Volk, regia di Audrey Maurion e Eyal Sivan (Germania, Francia)
- Avanim, regia di Raphaël Nadjari (Francia, Israele)
- Beautiful Boxer, regia di Ekachai Uekrongtham (Thailandia)
- Brother to Brother, regia di Rodney Evans (USA)
- Cachorro, regia di Miguel Albaladejo (Spagna)
- Camminando sull'acqua (Walk on Water), regia di Eytan Fox (Israele, Svezia)
- Colours, regia di Carlos Dueñas e Biel Fuster (Spagna)
- Contra Todos, regia di Roberto Moreira (Brasile)
- Death in Gaza, regia di James Miller (Regno Unito, USA)
- D.E.B.S. - Spie in minigonna (D.E.B.S.), regia di Angela Robinson (USA)
- Demain on déménage, regia di Chantal Akerman (Francia, Belgio)
- Digna: Hasta el último aliento, regia di Felipe Cazals (Messico)
- Drive Me Crazy, regia di Kim Wyns (Belgio)
- En del av mitt hjärta, regia di Johan Brisinger (Svezia)
- End of the Century: The Story of the Ramones, regia di Jim Fields e Michael Gramaglia (USA)
- EuroGames Trailer, regia di Florian Reimann (Germania)
- La face cachée de la lune, regia di Robert Lepage (Canada)
- Fala Tu, regia di Guilherme Coelho (Brasile)
- Falling Grace, regia di Sebastian Winkels (Germania)
- Freedom2speak v2.0, regia di Christoph Gampl, Brigitte Kramer, Marc Meyer, Uwe Nagel e Markus Schmidt (Germania)
- Fugue, regia di James Brown (Australia)
- The General, regia di Sietske Tjallingii (Paesi Bassi)
- Go Further, regia di Ron Mann (Canada)
- Le garde du corps, regia di Sandrine Dumas (Francia)
- The Graffiti Artist, regia di James Bolton (USA)
- Holiday, regia di Anna Duell (Svezia)
- How to Get the Man's Foot Outta Your Ass, regia di Mario Van Peebles (USA)
- In viaggio con Che Guevara, regia di Gianni Minà (Italia)
- Jing zhe, regia di Quan'an Wang (Cina)
- Juego de manos, regia di Alejandro Andrade (Messico)
- Kaldaljós, regia di Hilmar Oddsson (Islanda, Norvegia, Regno Unito, Germania)
- Ki a macska, regia di Péter Mészáros (Ungheria)
- Kocham cie, regia di Pawel Borowski (Polonia)
- Kyô no dekigoto, regia di Isao Yukisada (Giappone)
- Land der Vernichtung, regia di Romuald Karmakar (Germania)
- A Letter to True, regia di Bruce Weber (USA)
- Mi piace lavorare (Mobbing), regia di Francesca Comencini (Italia)
- Die Mitte, regia di Stanislaw Mucha (Germania)
- Mong bat liu, regia di Tung-Shing Yee (Hong Kong)
- Nienasycenie, regia di Wiktor Grodecki (Polonia, Lituania)
- The Nomi Song, regia di Andrew Horn (Germania)
- Oh Mikey!, regia di Yoshimasa Ishibashi (Giappone)
- Olive, regia di Neasa Hardiman (Irlanda)
- One Day, regia di Florian Köhler e Margaret von Schiller (Germania)
- O Outro Lado da Rua, regia di Marcos Bernstein (Brasile, Francia)
- Powerplay, regia di Greg Lawson (Paesi Bassi)
- A Problem with Fear, regia di Gary Burns (Canada)
- Proteus, regia di John Greyson (Canada, Sudafrica)
- The Raspberry Reich, regia di Bruce LaBruce (Germania, Canada)
- Restored Weekend, regia di Gerd Gockell e Kirsten Winter (Germania)
- La schivata (L'esquive), regia di Abdellatif Kechiche (Francia)
- El secreto mejor guardado, regia di Patricia Ferreira (India, Spagna)
- Seefuchs, regia di Torsten Lüders (Germania)
- Seukaendeul - Joseon namnyeo sangyeoljisa, regia di Lee Je-yong (Corea del Sud)
- Shibolet Bakafe, regia di Talya Lavie (Israele)
- Shouf shouf habibi!, regia di Albert Ter Heerdt (Paesi Bassi)
- Die Spielwütigen, regia di Andres Veiel (Germania)
- Strangers, regia di Guy Nattiv e Erez Tadmor (Israele, Francia)
- Streets of Legend, regia di Joey Curtis (USA)
- Stratosphere Girl, regia di Matthias X. Oberg (Paesi Bassi, Germania, Italia, Svizzera, Regno Unito)
- Texas - Kabul, regia di Helga Reidemeister (Germania)
- The Thief of Bagdad, regia di Diane Nerwen (USA)
- Tabous - Zohre & Manouchehr, regia di Mitra Farahani (Iran, Francia)
- Trollywood, regia di Madeleine Farley (USA, Regno Unito)
- Truques, Xaropes e Outros Artigos de Confiança, regia di Eduardo Goldenstein (Brasile)
- Two Cars, One Night, regia di Taika Waititi (Nuova Zelanda)
- L'ultima notte, regia di Mateo Guez (Canada)
- Le ultime ore del Che, regia di Romano Scavolini (Italia)
- L'uomo senza sonno (The Machinist), regia di Brad Anderson (Spagna)
- Was nützt die Liebe in Gedanken, regia di Achim von Borries (Germania)
- Wild Side, regia di Sébastien Lifshitz (Francia, Belgio, Regno Unito)
- Ya Lyublyu Tebya, regia di Olga Stolpovskaja e Dmitriy Troitskiy (Russia)
- The Yes Men, regia di Dan Ollman e Sarah Price e Chris Smith (USA)
- Zenith, regia di Bruce Parramore (Norvegia)

### Forum
- (), regia di Morgan Fisher (USA)
- The Adventure of Iron Pussy (Hua jai tor ra nong), regia di Michael Shaowanasai e Apichatpong Weerasethakul (Thailandia)
- Agadez nomade FM, regia di Christian Lelong e Pierre Mortimore (Francia, Niger, Svizzera)
- Al'lèèssi... Une actrice africaine, regia di Rahmatou Keïta (Niger, Francia)
- Auswege, regia di Nina Kusturica (Austria)
- La bambola di carne (Die Puppe), regia di Ernst Lubitsch (Germania)
- B-Happy, regia di Gonzalo Justiniano (Cile, Spagna, Venezuela)
- Buildings and Grounds, regia di Ken Kobland (USA)
- Chain, regia di Jem Cohen (USA, Germania)
- The Call - Non rispondere (Chakushin ari), regia di Takashi Miike (Giappone)
- Control Room, regia di Jehane Noujaim (USA)
- Daai zek lou, regia di Johnnie To e Ka-Fai Wai (Hong Kong, Cina)
- Da galpao da Dona Ana a Carrancas em Petrolina, regia di Yann Beauvais (Francia)
- Dealer, regia di Benedek Fliegauf (Ungheria)
- Detail, regia di Avi Mograbi (Francia, Israele)
- Dieses Jahr in Czernowitz, regia di Volker Koepp (Germania)
- Dopo mezzanotte, regia di Davide Ferrario (Italia)
- Dotknij mnie, regia di Anna Jadowska e Ewa Stankiewicz (Polonia)
- Dying at Grace, regia di Allan King (Canada)
- E.K.G. Expositus (die öffentlichen und die künstlerischen Medien), regia di Michael Brynntrup (Germania)
- Fan chan, film collettivo (Thailandia)
- Film as a Subversive Art: Amos Vogel and Cinema 16, regia di Paul Cronin (Regno Unito)
- Final Solution, regia di Rakesh Sharma (India)
- Folle embellie, regia di Dominique Cabrera (Francia, Belgio, Canada)
- Fresh Art Daily, regia di Andreas Geiger e Thomas Schlottmann (Germania)
- Hard Luck Hero, regia di Sabu (Giappone)
- Hava Aney Dey, regia di Partho Sen-Gupta (India)
- Hazaaron Khwaishein Aisi, regia di Sudhir Mishra (India, Francia)
- Infernal Affairs (Mou gaan dou), regia di Wai-Keung Lau e Alan Mak (Hong Kong)
- Infernal Affairs II (Mou gaan dou II), regia di Wai-Keung Lau e Alan Mak (Hong Kong, Cina, Singapore)
- Infernal Affairs III (Mou gaan dou III: Jung gik mou gaan), regia di Wai-Keung Lau e Alan Mak (Hong Kong, Cina)
- Jabondang seoneon: Mangukui nodongjayeo, chukcheothara!, regia di Kim Gok e Kim Sun (Corea del Sud)
- Jarmark Europa, regia di Minze Tummescheit (Germania)
- Jumalan morsian, regia di Anastasia Lapsui e Markku Lehmuskallio (Finlandia)
- Kanzashi, regia di Hiroshi Shimizu (Giappone)
- Koktebel, regia di Boris Khlebnikov e Aleksey Popogrebskiy (Russia)
- Lian ai zhong de Bao Bei, regia di Shaohong Li (Cina)
- Liang Shan Bo yu Zhu Ying Tai, regia di Han Hsiang Li (Hong Kong)
- The Lonely Villa, regia di D.W. Griffith (USA)
- Maqbool, regia di Vishal Bhardwaj (India)
- Medurat Hashevet, regia di Joseph Cedar (Israele)
- Me'kivun ha'yaar, regia di Yaron Kaftori e Limor Pinhasov (Israele)
- Memories of Rain, regia di Gisela Albrecht e Angela Mai (Germania, Sudafrica)
- Minato no nihonmusume, regia di Hiroshi Shimizu (Giappone)
- Neverland: The Rise and Fall of the Symbionese Liberation Army, regia di Robert Stone (USA)
- Niwatori wa hadashi da, regia di Azuma Morisaki (Giappone)
- No, regia di Sharon Lockhart (Giappone, USA)
- OK baytong, regia di Nonzee Nimibutr (Thailandia)
- Paradise now - Journal d'une femme en crise, regia di Yolande Zauberman (Francia)
- Pornocrazia (Anatomie de l'enfer), regia di Catherine Breillat (Francia, Portogallo)
- Prawda O Schtschelpach, regia di Alexej Muradow (Russia)
- De prijs van overleven, regia di Louis van Gasteren (Paesi Bassi)
- Project 10 - Real Stories From a Free South Africa, regia di registi vari (Sudafrica)
- Il ritorno di un avventuriero (Le retour d'un aventurier), regia di Moustapha Alassane (Niger, Francia)
- The Sounds of Silents - Der Stummfilmpianist, regia di Ilona Ziok (Germania, Repubblica Ceca)
- Status Yo!, regia di Till Hastreiter (Germania)
- Suicide, regia di Shelly Silver (USA, Giappone)
- The Time We Killed, regia di Jennifer Todd Reeves (USA)
- Tomorrow May Never Come (Kal Ho Naa Ho), regia di Nikhil Advani (India)
- El tren blanco, regia di Nahuel García, Ramiro García e Sheila Pérez Giménez (Argentina, Spagna)
- Two Sisters (Janghwa, Hongryeon), regia di Kim Ji-woon (Corea del Sud)
- Utajo oboegaki, regia di Hiroshi Shimizu (Giappone)
- Il vento, di sera, regia di Andrea Adriatico (Italia)
- Western 4.33, regia di Aryan Kaganof (Paesi Bassi, Sudafrica, Namibia)
- You gou, regia di Kwok Wai-lun (Hong Kong)
- Yu guanyin, regia di Ann Hui (Cina)
- Yun de nan fang, regia di Wen Zhu (Cina)
- Zao an Beijing, regia di Jianlin Pan (Cina)
- Zwölf Stühle, regia di Ulrike Ottinger (Germania)

### Kinderfilmfest/14plus
- Amart She'tari, regia di Sivan Arbel (Israele)
- Bagland, regia di Anders Gustafsson (Danimarca)
- Bare Bea, regia di Petter Næss (Norvegia, Svezia)
- Behesht ja-ye digari ast, regia di Abdolrasoul Golbon (Iran)
- Bizgeci, regia di Grega Mastnak (Slovenia)
- Blindgänger, regia di Bernd Sahling (Germania)
- Capricciosa, regia di Reza Bagher (Svezia)
- Captain Bligh, regia di Derek Roczen (Germania)
- Chol, regia di Omri Levi (Israele)
- Circuit marine, regia di Isabelle Favez (Francia, Canada)
- Cracker Bag, regia di Glendyn Ivin (Australia)
- The God, regia di Konstantin Bronzit (Russia)
- Heda Hoda, regia di Vinod Ganatra (India)
- Helmiä ja sikoja, regia di Perttu Leppä (Finlandia)
- Hochbetrieb, regia di Andreas Krein (Germania)
- Hop, regia di Dominique Standaert (Belgio)
- Jargo, regia di Maria Solrun (Germania, Islanda)
- Lauges kat, regia di Christina Rosendahl (Danimarca)
- Lille far, regia di Michael W. Horsten (Danimarca)
- Loulou, regia di Serge Elissalde (Francia)
- Lucia, regia di Felix Gönnert (Germania)
- Magnifico, regia di Maryo J. de los Reyes (Filippine)
- Maree, regia di James Pellerito (USA, Italia)
- Martin e Julia (Tur & retur), regia di Ella Lemhagen (Svezia)
- Mashe'hoo ba'al erech, regia di Dorit Hakim (Israele)
- Milhama A'Heret, regia di Nadav Gal (Israele)
- Moi César, 10 ans 1/2, 1m39, regia di Richard Berry (Francia)
- Nebitara, regia di Ron Goldman (Israele)
- Nuit d'orage, regia di Michèle Lemieux (Canada)
- Pantoffelhelden, regia di Susanne Seidel (Germania)
- Petite lumière, regia di Alain Gomis (Francia, Senegal)
- Polleke, regia di Ineke Houtman (Paesi Bassi)
- La profezia delle ranocchie (La prophétie des grenouilles), regia di Jacques-Rémy Girerd (Francia)
- Quality of Life, regia di Benjamin Morgan (USA)
- Racconto di guerra, regia di Mario Amura (Italia, Bosnia Erzegovina)
- Sagan kushik kerek pe?, regia di Kanymbek Kassymbekov (Kazakistan)
- Sara och girafferna på tivoli, regia di Lennart Gustafsson (Svezia)
- Showa Shinzan, regia di Alison Reiko Loader (Canada)
- Striptease, regia di Amnon Kotler (Israele)
- Sussei Yam, regia di Nir Bergman (Israele)
- United, regia di Magnus Martens (Norvegia)
- Velikan, regia di Aleksandr Kott (Russia)
- La volpe a tre zampe, regia di Sandro Dionisio (Italia)
- Wondrous Oblivion, regia di Paul Morrison (Francia, Regno Unito, Germania)
- The Wooden Camera, regia di Ntshaveni Wa Luruli (Francia, Regno Unito, Sudafrica)
- Yoshino's Barber Shop (Barber Yoshino), regia di Naoko Ogigami (Giappone)

### Perspektive Deutsches Kino
- Baal, regia di Uwe Janson (Germania)
- Blind, regia di Saskia Jell (Germania)
- Blue Skin (Flammend' Herz), regia di Oliver Ruts e Andrea Schuler (Germania, Svizzera)
- Charlotte, regia di Ulrike von Ribbeck (Germania)
- Grenze, regia di Holger Jancke (Germania)
- Leise Krieger, regia di Alexander Dierbach (Germania)
- Mitfahrer, regia di Nicolai Albrecht (Germania)
- Muxmäuschenstill, regia di Marcus Mittermeier (Germania)
- Tal der Ahnungslosen, regia di Branwen Okpako (Germania)
- Transport, regia di Silvio Helbig (Germania)
- Der Typ, regia di Patrick Tauss (Germania)
- Unterwegs, regia di Jan Krüger (Germania)
- Zwischen Nacht und Tag, regia di Nicolai Rohde (Germania)

### Retrospettiva
- Alice non abita più qui (Alice Doesn't Live Here Anymore), regia di Martin Scorsese (USA)
- America, America, dove vai? (Medium Cool), regia di Haskell Wexler (USA)
- American Graffiti, regia di George Lucas (USA)
- Amphetamine, regia di Warren Sonbert (USA)
- Bersaglio di notte (Night Moves), regia di Arthur Penn (USA)
- Il braccio violento della legge (The French Connection), regia di William Friedkin (USA)
- Il cacciatore (The Deer Hunter), regia di Michael Cimino (USA, Regno Unito)
- Il candidato (The Candidate), regia di Michael Ritchie (USA)
- Chelsea Girls, regia di Paul Morrissey e Andy Warhol (USA)
- Chinatown, regia di Roman Polański (USA)
- Cinque pezzi facili (Five Easy Pieces), regia di Bob Rafelson (USA)
- The Columbia Revolt, film collettivo (USA)
- La conversazione (The Conversation), regia di Francis Ford Coppola (USA)
- The Cool World, regia di Shirley Clarke (USA)
- Corvo rosso non avrai il mio scalpo! (Jeremiah Johnson), regia di Sydney Pollack (USA)
- David Holzman's Diary, regia di Jim McBride (USA)
- David: Off and On, regia di Martha Coolidge (USA)
- A Decade Under the Influence, regia di Ted Demme e Richard LaGravenese (USA)
- Dont Look Back, regia di D.A. Pennebaker (USA)
- Le due sorelle (Sisters), regia di Brian De Palma (USA)
- Easy Rider, regia di Dennis Hopper (USA)
- Easy Riders, Raging Bulls: How the Sex, Drugs and Rock 'N' Roll Generation Saved Hollywood, regia di Kenneth Bowser (Regno Unito, Canada)
- Fuga da Hollywood (The Last Movie), regia di Dennis Hopper (USA)
- Gangster Story (Bonnie and Clyde), regia di Arthur Penn (USA)
- I giorni del cielo (Days of Heaven), regia di Terrence Malick (USA)
- Harlan County, USA, regia di Barbara Kopple (USA)
- Hearts and Minds, regia di Peter Davis (USA)
- In the Year of the Pig, regia di Emile de Antonio (USA)
- Il lungo addio (The Long Goodbye), regia di Robert Altman (USA)
- Me and My Brother, regia di Robert Frank (USA)
- Mean Streets - Domenica in chiesa, lunedì all'inferno (Mean Streets), regia di Martin Scorsese (USA)
- Mikey e Nicky (Mikey and Nicky), regia di Elaine May (USA)
- Milestones, regia di John Douglas e Robert Kramer (USA)
- Una moglie (A Woman Under the Influence), regia di John Cassavetes (USA)
- Il mucchio selvaggio (The Wild Bunch), regia di Sam Peckinpah (USA)
- Nashville, regia di Robert Altman (USA)
- La notte dei morti viventi (Night of the Living Dead), regia di George A. Romero (USA)
- Oncle Yanco, regia di Agnès Varda (USA, Francia)
- Organizzazione crimini (The Outfit), regia di John Flynn (USA)
- Il padrino (The Godfather), regia di Francis Ford Coppola (USA)
- Il padrino - Parte II (The Godfather: Part II), regia di Francis Ford Coppola (USA)
- Panico a Needle Park (The Panic in Needle Park), regia di Jerry Schatzberg (USA)
- Pat Garrett e Billy Kid (Pat Garrett & Billy the Kid), regia di Sam Peckinpah (USA)
- Per 100 chili di droga (Cisco Pike), regia di Bill Norton (USA)
- Perché un assassinio, regia di Alan J. Pakula (USA)
- Pink Flamingos, regia di John Waters (USA)
- Un posto tranquillo (A Safe Place), regia di Henry Jaglom (USA)
- La rabbia giovane (Badlands), regia di Terrence Malick (USA)
- Il re dei giardini di Marvin (The King of Marvin Gardens), regia di Bob Rafelson (USA)
- Il ritorno di Harry Collings (The Hired Hand), regia di Peter Fonda (USA)
- I selvaggi (The Wild Angels), regia di Roger Corman (USA)
- Senza un attimo di tregua (Point Blank), regia di John Boorman (USA)
- Several Friends, regia di Charles Burnett (USA)
- Shampoo, regia di Hal Ashby (USA)
- La sparatoria (The Shooting), regia di Monte Hellman (USA)
- Una squillo per l'ispettore Klute (Klute), regia di Alan J. Pakula (USA)
- Strada a doppia corsia (Two-Lane Blacktop), regia di Monte Hellman (USA)
- Sugarland Express (The Sugarland Express), regia di Steven Spielberg (USA)
- Sweet Sweetback's Baadasssss Song, regia di Melvin Van Peebles (USA)
- Symbiopsychotaxiplasm: Take One, regia di William Greaves (USA)
- Taxi Driver, regia di Martin Scorsese (USA)
- Titicut Follies, regia di Frederick Wiseman (USA)
- L'ultima corvé (The Last Detail), regia di Hal Ashby (USA)
- L'ultimo spettacolo (The Last Picture Show), regia di Peter Bogdanovich (USA)
- Underground, regia di Emile de Antonio, Mary Lampson e Haskell Wexler (USA)
- Volti (Faces), regia di John Cassavetes (USA)
- Wanda, regia di Barbara Loden (USA)
- Winter Soldier, regia di Winterfilm Collective (USA)
- Yellow 33 (Drive, He Said), regia di Jack Nicholson (USA)
- Zabriskie Point, regia di Michelangelo Antonioni (USA)

### Selling Democracy - Welcome Mr. Marshall
- Air Of Freedom, regista sconosciuto (Germania Ovest)
- Aura, Strom aus dem Norden, regia di Lauritz Falk (Norvegia)
- Benvenuto, Mister Marshall! (Bienvenido Mister Marshall), regia di Luis García Berlanga (Spagna)
- Bergbauern von morgen, regia di Victor Vicas (Austria)
- Die Brücke, regia di Stuart Schulberg (Germania)
- City Out Of Darkness, regista sconosciuto (Germania Ovest)
- Council of Europe, regista sconosciuto (Francia)
- Enfantillages, regia di Georges Friedland (Francia)
- ERP in Action, No. 2, regista sconosciuto (Francia)
- Free City, regia di Romolo Marcellini (Italia)
- Freundschaft ohne Grenzen, regia di Jacques Asseo (Francia)
- A Gun For Gaetano, regista sconosciuto (Italia)
- Hansl und die 200.000 Kücken, regia di Georg Tressler (Austria)
- The Home We Love, regista sconosciuto (Francia)
- The Hour Of Choice, regia di Stuart Legg (Regno Unito)
- Houwen Zo, regia di Hermann van der Horst (Paesi Bassi)
- Hunger, regista sconosciuto (Germania)
- The Invisible Link, regia di Victor Vicas (Austria)
- Island Of Faith, regia di John Ferno (Paesi Bassi)
- It's Up To You, regista sconosciuto (Germania)
- Jour de peine, regia di Victor Vicas (Francia)
- Life And Death Of A Cave City, regia di Romolo Marcellini (Italia)
- The Marshall Plan At Work In Germany, regia di James Hill (Germania Ovest)
- The Marshall Plan at Work in Ireland, regista sconosciuto (Irlanda)
- Me And Mr. Marshall, regista sconosciuto (Germania)
- Der neue Gemüsegarten, regia di Georg Tressler (Austria, Germania Ovest)
- Nicht stören! - Funktionärsversammlung, regia di Hans Herbst (Germania Ovest)
- Nürnberg und seine Lehre, regia di Stuart Schulberg (USA)
- The Promise of Barty O'Brien, regia di George Freedland (USA)
- Return From the Valley, regia di John Ferno (Grecia)
- The Shoemaker and the Hatter, regia di John Halas (Regno Unito)
- The Smiths and the Robinsons, regia di Philipp Mackie (Regno Unito)
- The Story Of Koula, regista sconosciuto (Grecia)
- Tom Schuler: Cobbler Statesman, regia di Dick Lundy (USA)
- Transatlantique, regia di André Sarrut (Francia)
- Trois hommes au travail, regista sconosciuto (Francia)
- Village without Water, regia di David Kurland (Italia)
- Whitsun Holiday, regia di Peter Bayliss (Regno Unito)
- Without Fear, regia di Peter Sachs (Regno Unito)
- Your Eighty Dollars, regista sconosciuto (USA)
- Zwischen Ost und West, regia di Stuart Schulberg (Germania)

## Premi

### Premi della giuria internazionale
- Orso d'oro per il miglior film: La sposa turca di Fatih Akın
- Orso d'argento per il miglior regista: Kim Ki-duk per La samaritana
- Orso d'argento per la migliore attrice: ex aequo Catalina Sandino Moreno per Maria Full of Grace e Charlize Theron per Monster
- Orso d'argento per il miglior attore: Daniel Hendler per El abrazo partido - L'abbraccio perduto
- Orso d'argento per il miglior contributo artistico: tutto il cast di Alle prime luci dell'alba di Björn Runge
- Orso d'argento, gran premio della giuria: El abrazo partido - L'abbraccio perduto di Daniel Burman
- Orso d'argento per la migliore colonna sonora: Banda Osiris per Primo amore di Matteo Garrone
- Premio Alfred Bauer: Maria Full of Grace di Joshua Marston
- Premio l'angelo azzurro: Alle prime luci dell'alba di Björn Runge

### Premi onorari
- Orso d'oro alla carriera: Fernando E. Solanas
- Berlinale Kamera: Rolf Bähr, Erika Rabau, Willy Sommerfeld, Regina Ziegler

### Premi della giuria "Cortometraggi"
- Orso d'oro per il miglior cortometraggio: Un cartus de kent si un pachet de cafea di Cristi Puiu
- Orso d'argento, premio della giuria (cortometraggi): Vet! di Brigit Hillenius e Karin Junger
- Menzione speciale: Público/Privado di Christoph Behl
- Panorama Short Film Award: Two Cars, One Night di Taika Waititi
- Prix UIP Berlin: Un cartus de kent si un pachet de cafea di Cristi Puiu
- New York Film Academy Scholarship: Fugue di James Brown
- Menzione speciale: Le garde du corps di Sandrine Dumas

### Premi delle giurie "Kindefilmfest" e "14plus"
- Children's Jury
- Orso di cristallo per il miglior film: Magnifico di Maryo J. de los Reyes
- Menzione speciale: Blindgänger di Bernd Sahling
- Menzione speciale: La profezia delle ranocchie di Jacques-Rémy Girerd
- Orso di cristallo per il miglior cortometraggio: Nuit d'orage di Michèle Lemieux
- Menzione speciale: Circuit marine di Isabelle Favez
- Menzione speciale: Maree di James Pellerito

- Youth Jury
- Orso di cristallo per il miglior film: The Wooden Camera di Ntshaveni Wa Luruli
- Menzione speciale: Quality of Life di Benjamin Morgan

- International Jury
- Grand Prix per il miglior film: Magnifico di Maryo J. de los Reyes
- Menzione speciale: Blindgänger di Bernd Sahling
- Menzione speciale: Yoshino's Barber Shop di Naoko Ogigami
- Special Prize per il miglior cortometraggio: Lucia di Felix Gönnert
- Menzione speciale: Lille far di Michael W. Horsten
- Menzione speciale: Cracker Bag di Glendyn Ivin

### Premi delle giurie indipendenti
- Guild Prize: Un bacio appassionato di Ken Loach
- Peace Film Award: Svjedoci di  Vinko Brešan
- Premio Caligari: Dopo mezzanotte di Davide Ferrario
- Premio Manfred Salzgeber: Wild Side di Sébastien Lifshitz
- Premio Wolfgang Staudte: Final Solution di Rakesh Sharma
- NETPAC Prize: Yun de nan fang di Wen Zhu
  - Menzione speciale: Final Solution di Rakesh Sharma
- Don Quixote Prize: Dopo mezzanotte di Davide Ferrario
  - Menzione speciale: B-Happy di Gonzalo Justiniano
  - Menzione speciale: Medurat Hashevet di Joseph Cedar
- Dialogue en Perspective: Blue Skin di Oliver Ruts e Andrea Schuler
  - Menzione speciale: Der Typ di Patrick Tauss
- Planet Documentary Film Award: Ballada o kozie di Bartosz Konopka
- Berlin Today Award: BerlinBeirut di Myrna Maakaron
- Premio della giuria ecumenica:
  - Competizione: Un bacio appassionato di Ken Loach
  - Menzione speciale: Svjedoci di Vinko Brešan
  - Panorama: Mi piace lavorare (Mobbing) di Francesca Comencini
  - Forum: Folle embellie di Dominique Cabrera
- Premio FIPRESCI:
  - Competizione: La sposa turca di Fatih Akın
  - Panorama: La face cachée de la lune di Robert Lepage
  - Forum: The Time We Killed di Jennifer Todd Reeves
- Premio CICAE:
  - Panorama: O Outro Lado da Rua di Marcos Bernstein
  - Forum: B-Happy di Gonzalo Justiniano
- Teddy Award:
  - Miglior lungometraggio: Wild Side di Sébastien Lifshitz
  - Miglior documentario: The Nomi Song di Andrew Horn
  - Miglior cortometraggio: Con qué la lavaré? di María Trénor
  - Premio dei lettori di Siegessäule: D.E.B.S. - Spie in minigonna di Angela Robinson
  - Premio speciale: Edition Salzgeber

### Premi dei lettori e del pubblico
- Premio del pubblico al miglior film (Panorama): Die Spielwütigen di Andres Veiel
- Premio del pubblico al miglior cortometraggio (Panorama): En del av mitt hjärta di Johan Brisinger
- Premio dei lettori del Berliner Mongerpost: 25 degrés en hiver di Stéphane Vuillet
- Premio dei lettori del Berliner Zeitung: Dealer di Benedek Fliegauf